# Le Kid
Le Kid er en pop-gruppe fra Sverige. Gruppen står blandt bag singlen "Human behaviour" der er titelsangen til den danske udgave af Paradise Hotel 2012.

## Medlemmer
- Johanna Berglund – Vokal
- Helena Lillberg – Vokal
- Anton Malmberg Hård – Guitar
- Märta Grauers – Trommer
- Felix Persson – Klaver